# 南豐集團

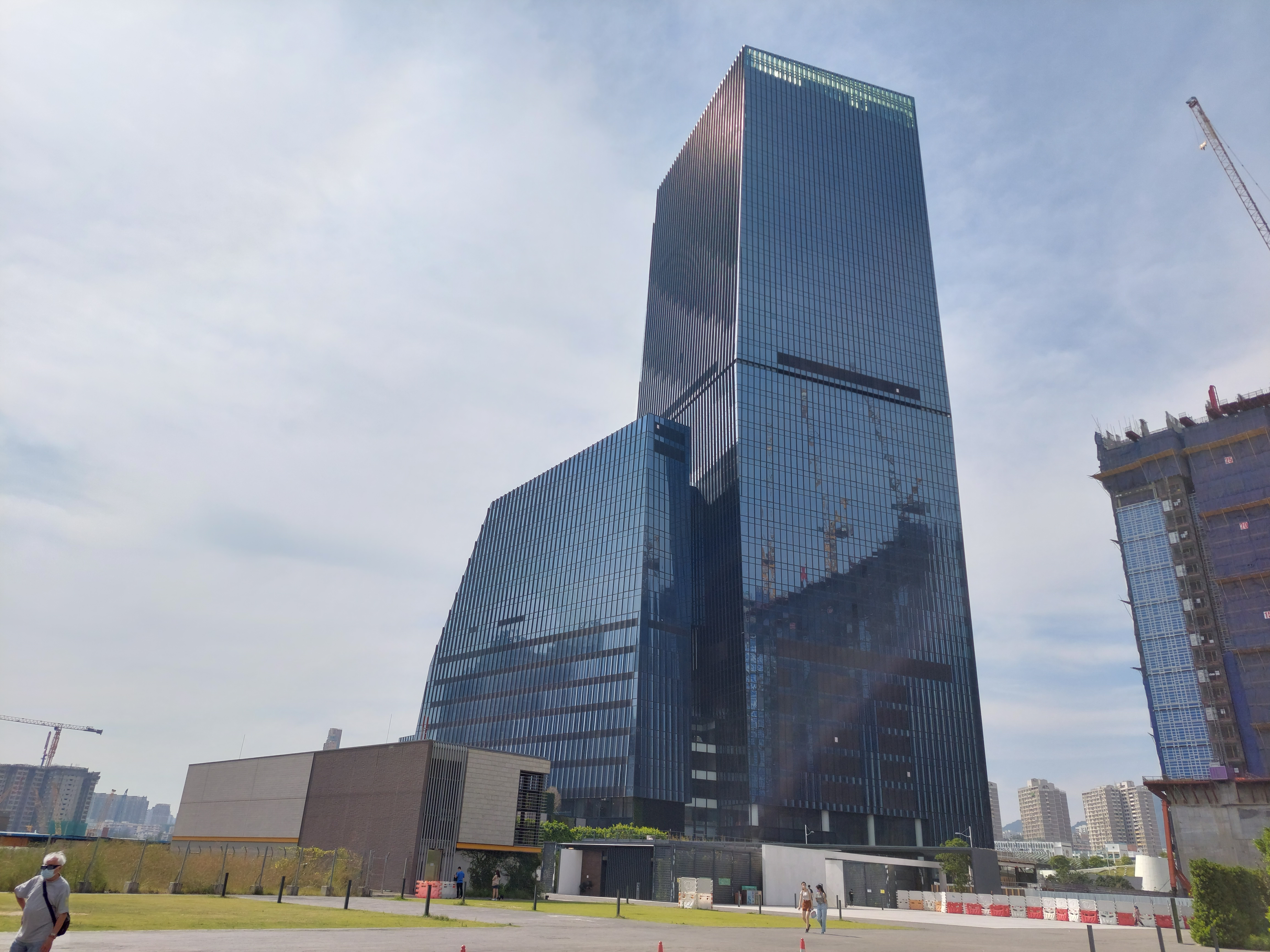
啟德AIRSIDE，南豐集團總部所在地

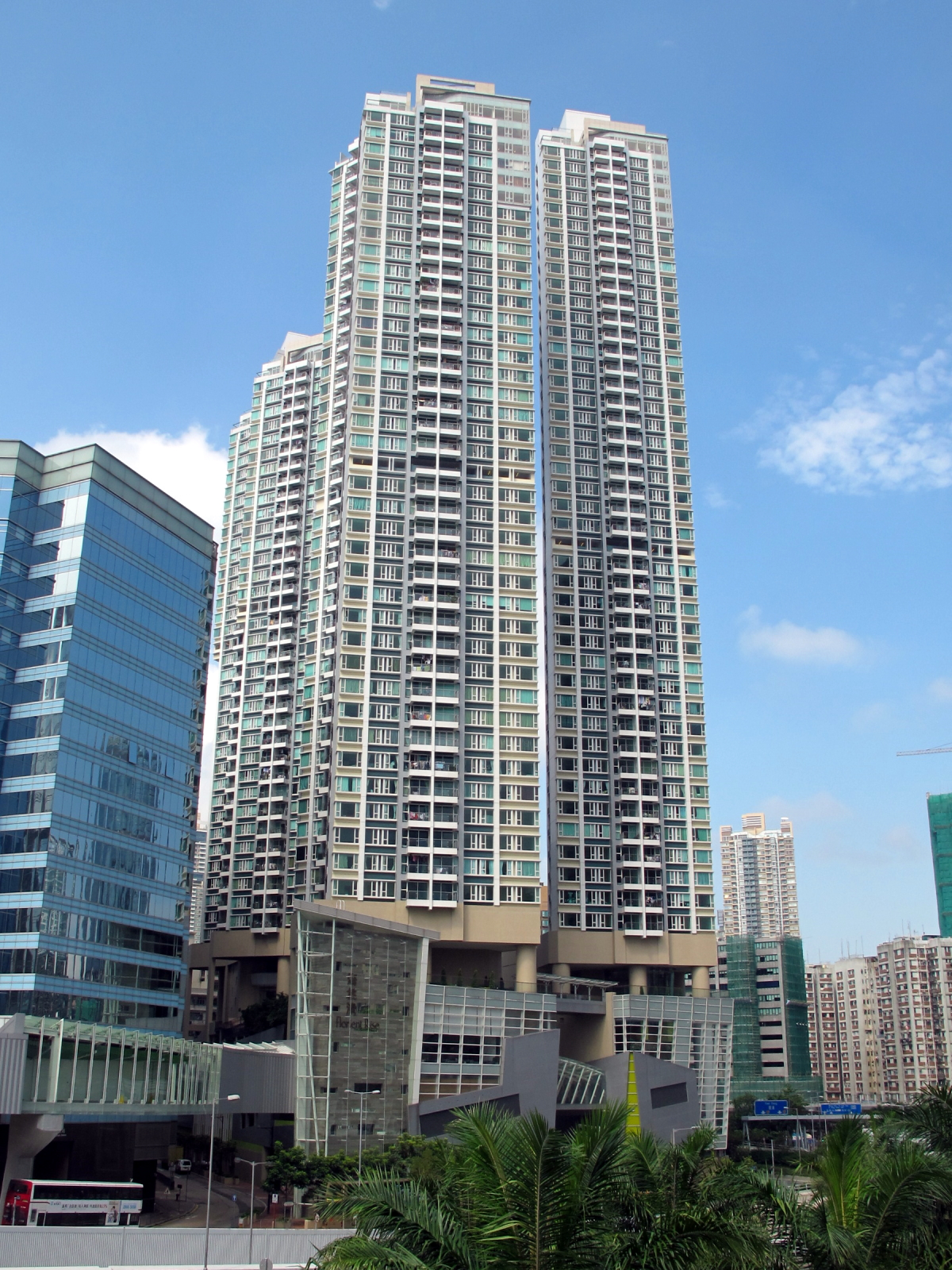
海桃灣

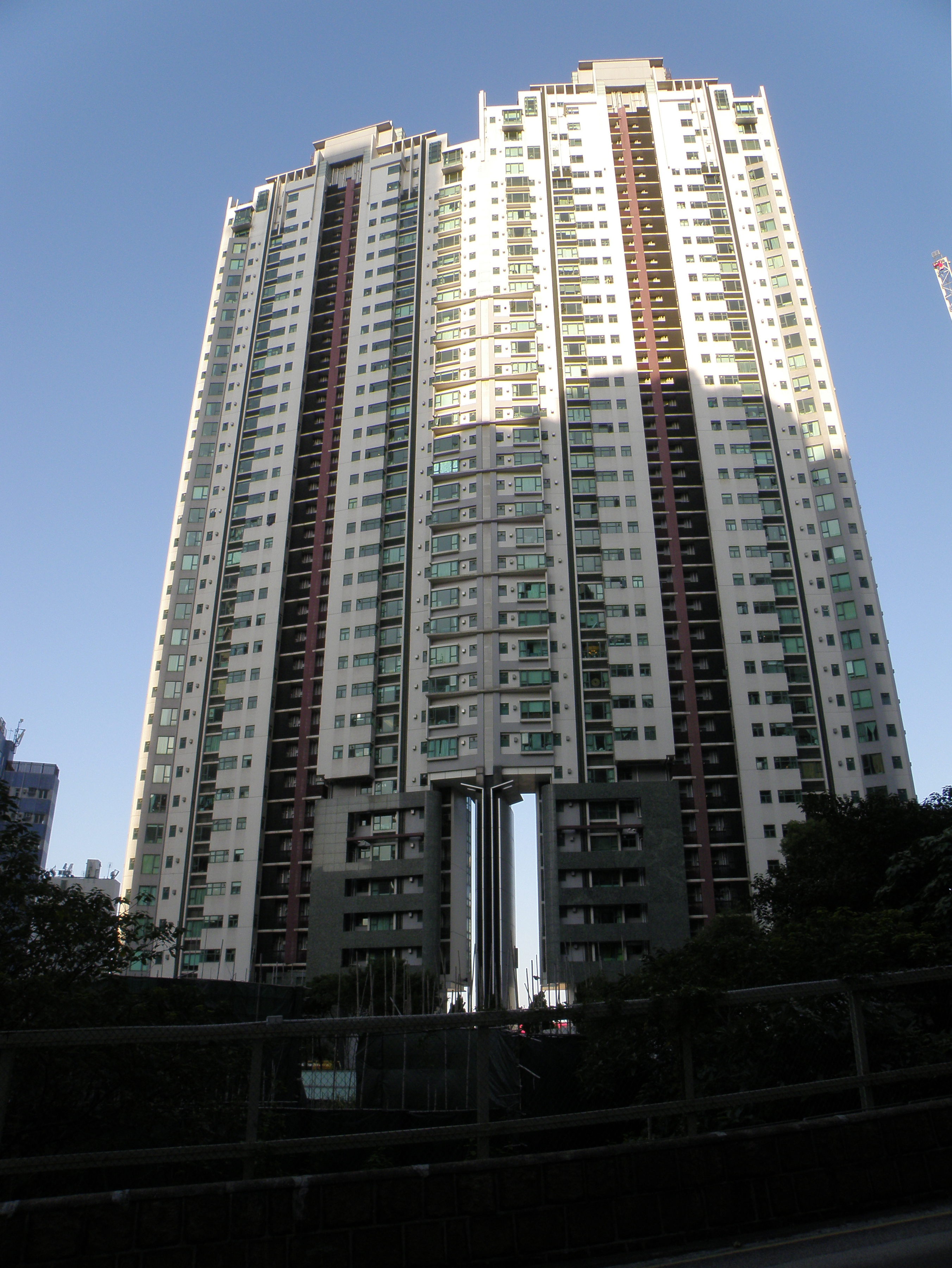
羅便臣道80號

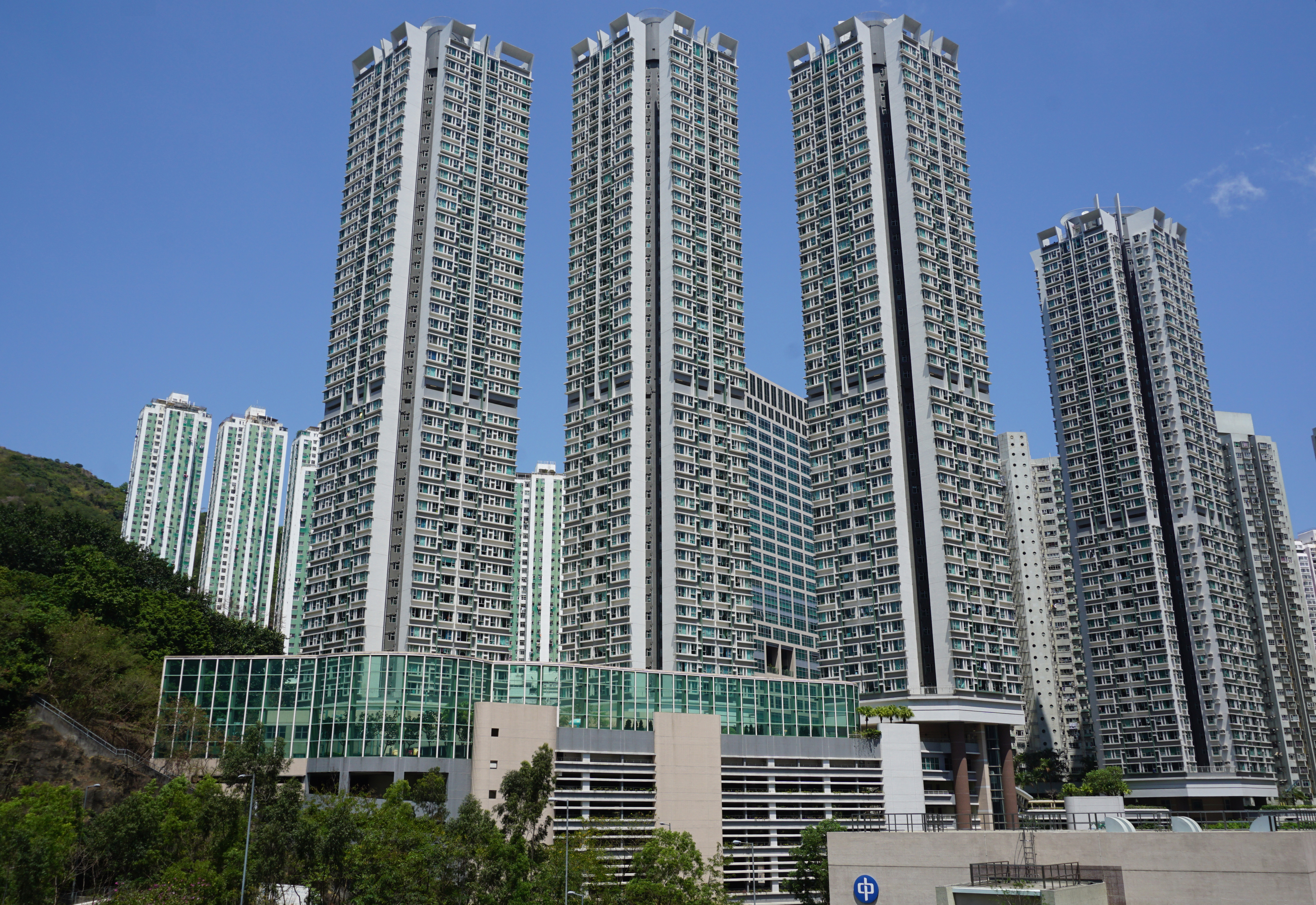
翠豐臺

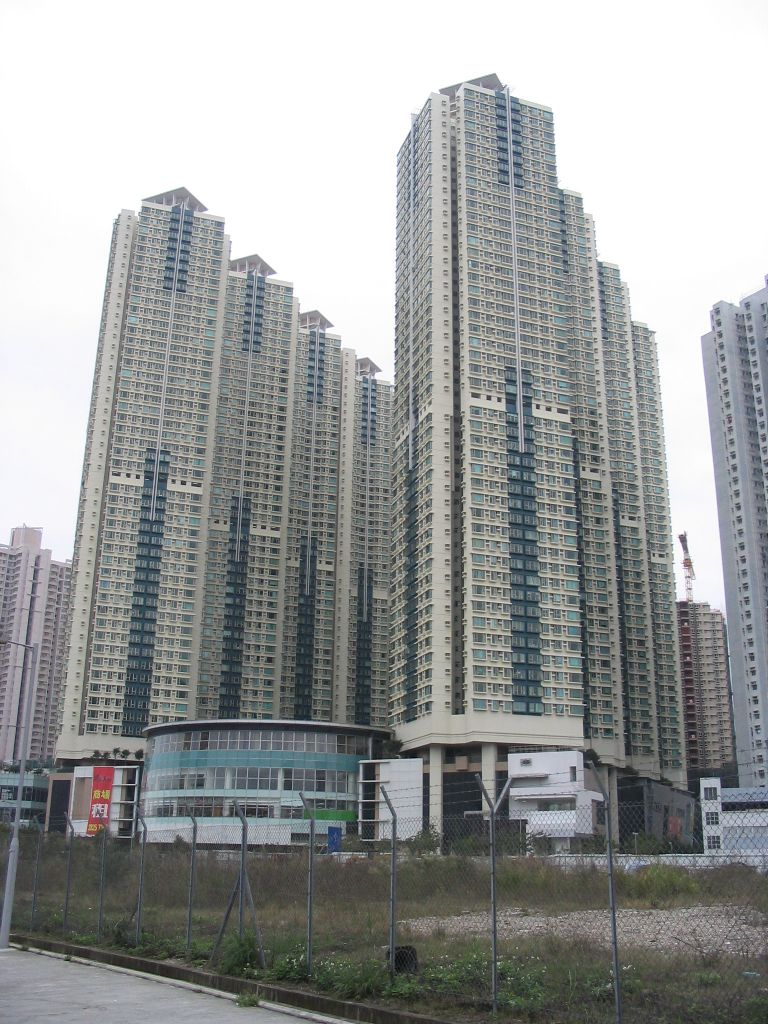
將軍澳廣場

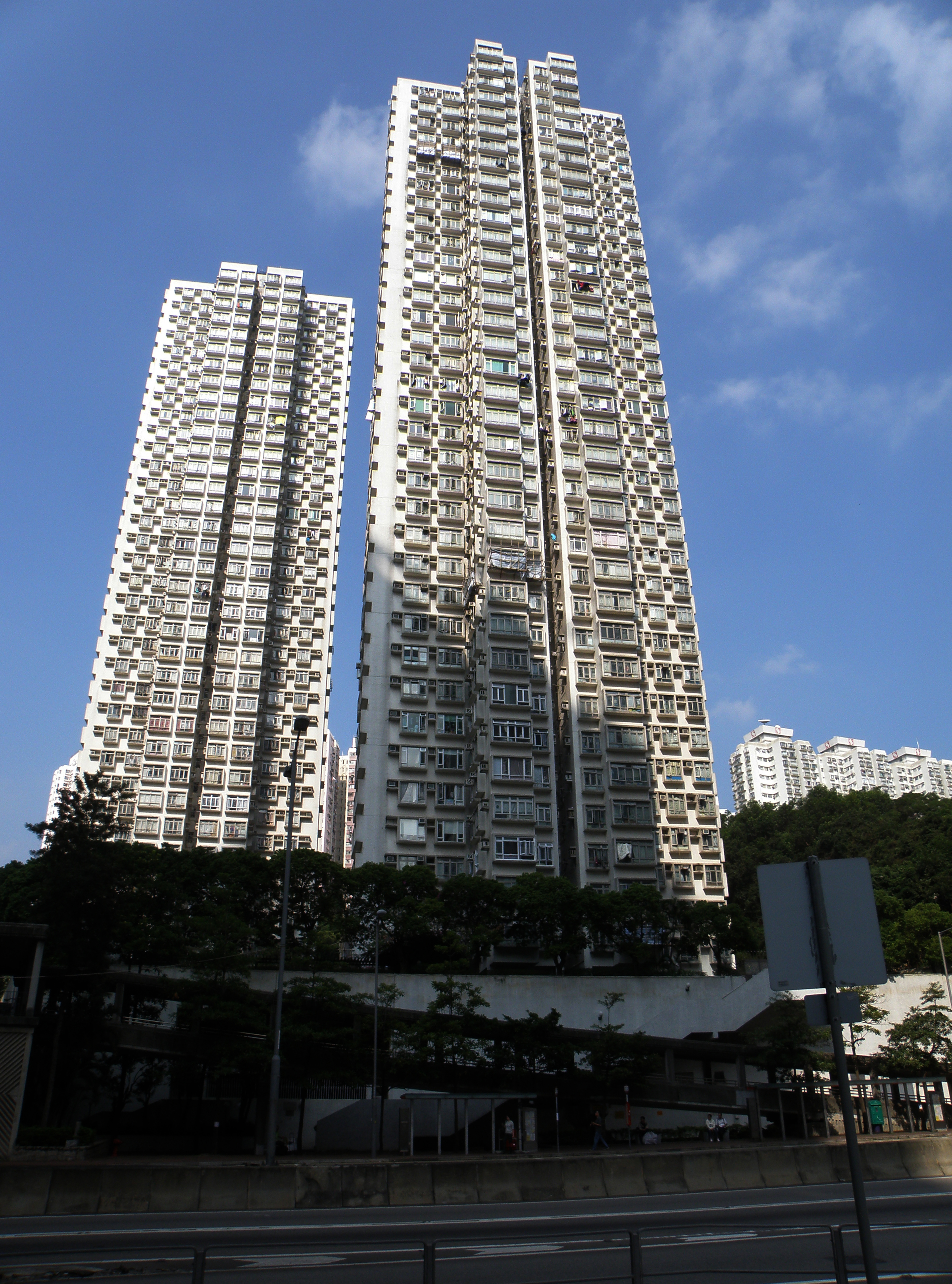
錦豐園

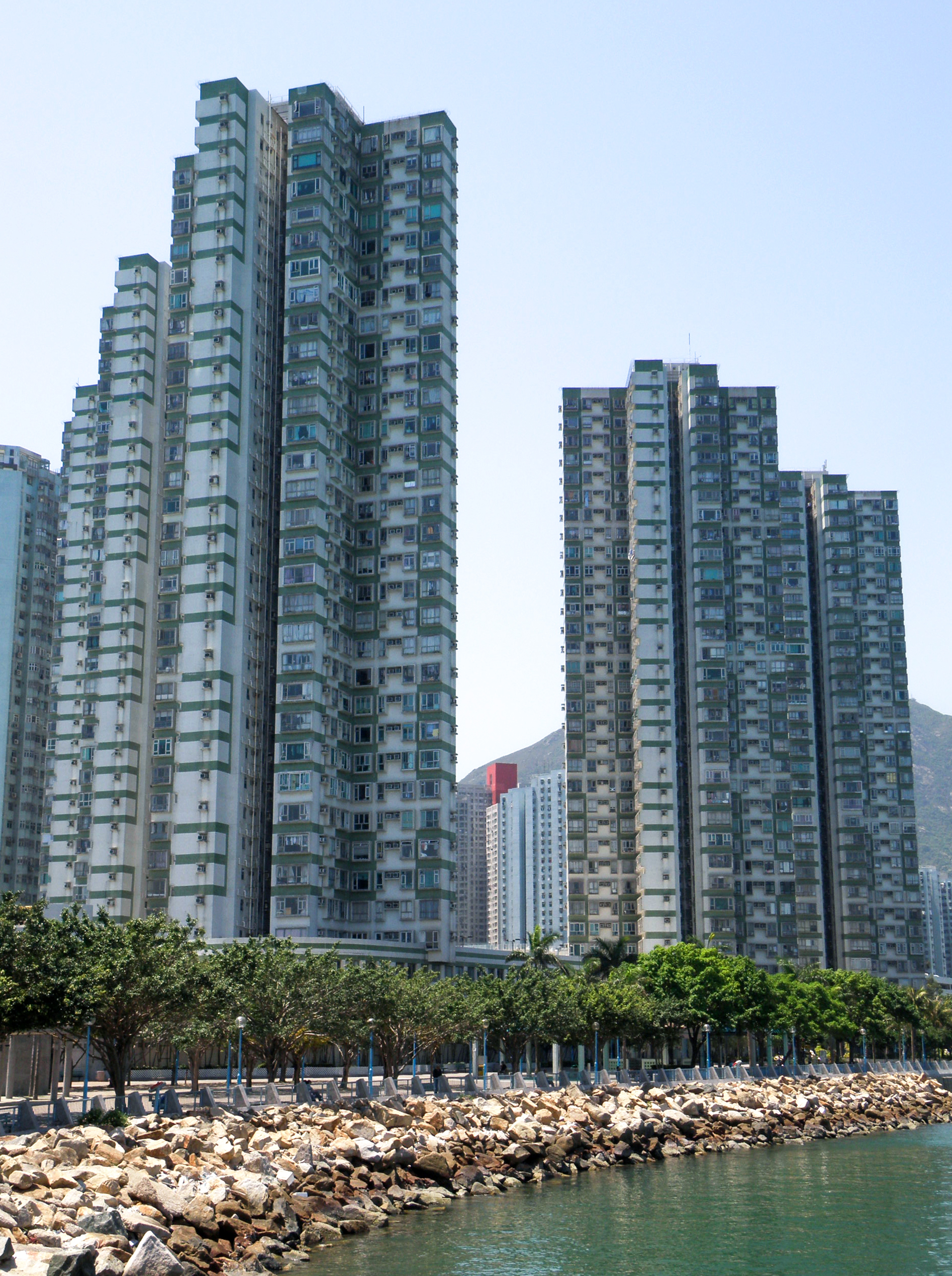
慧豐園

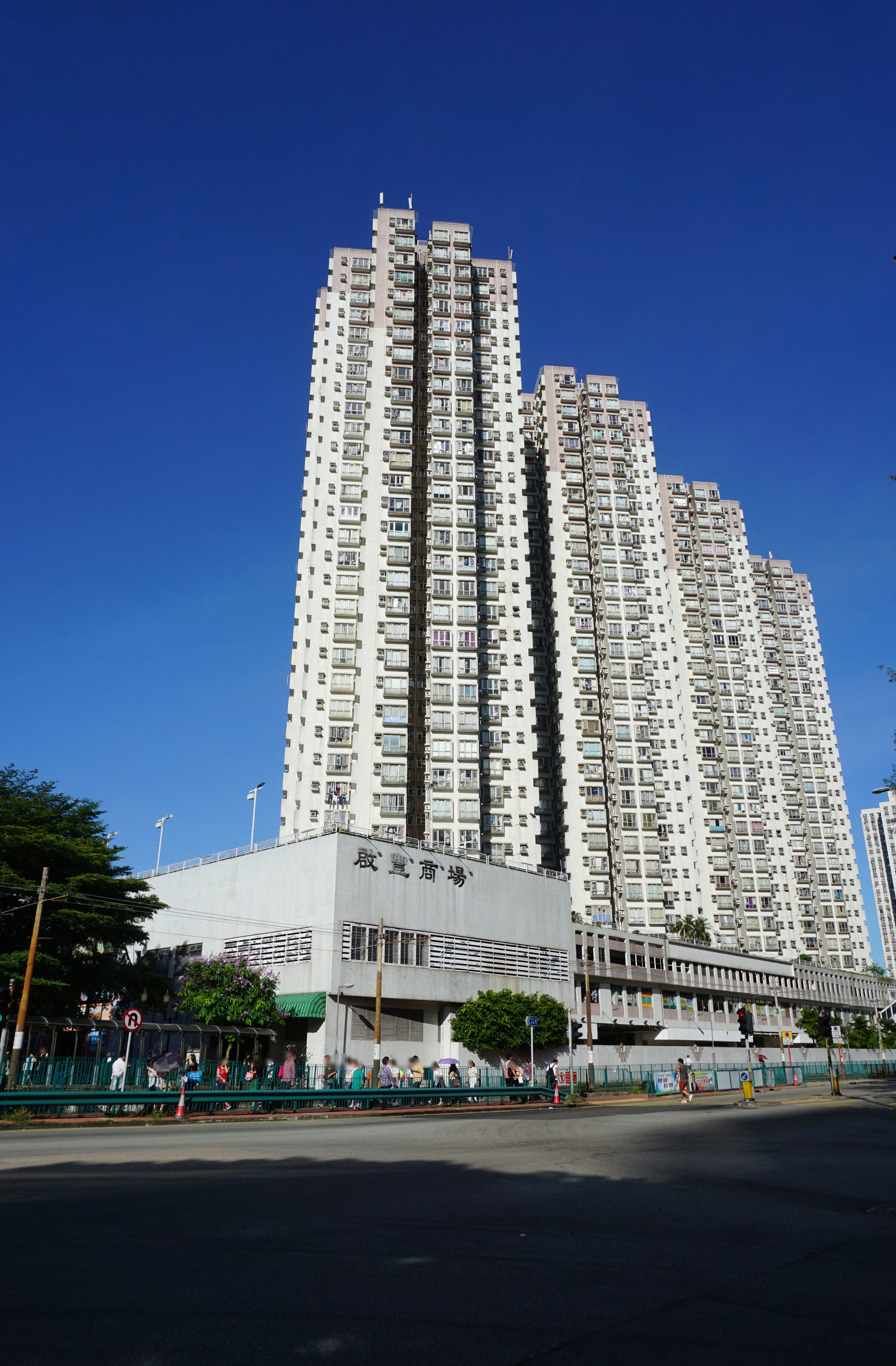
啟豐園

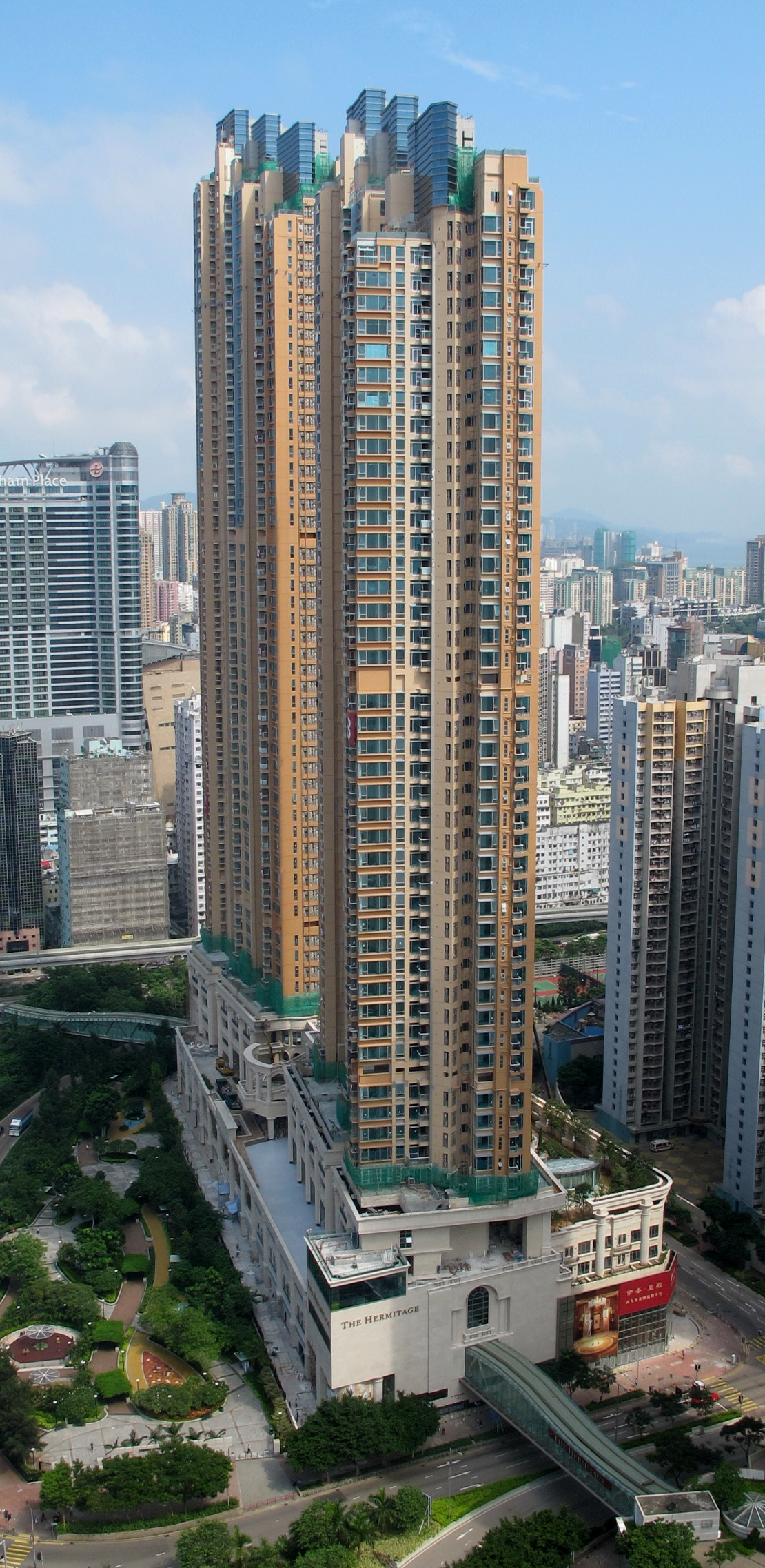
帝峰·皇殿

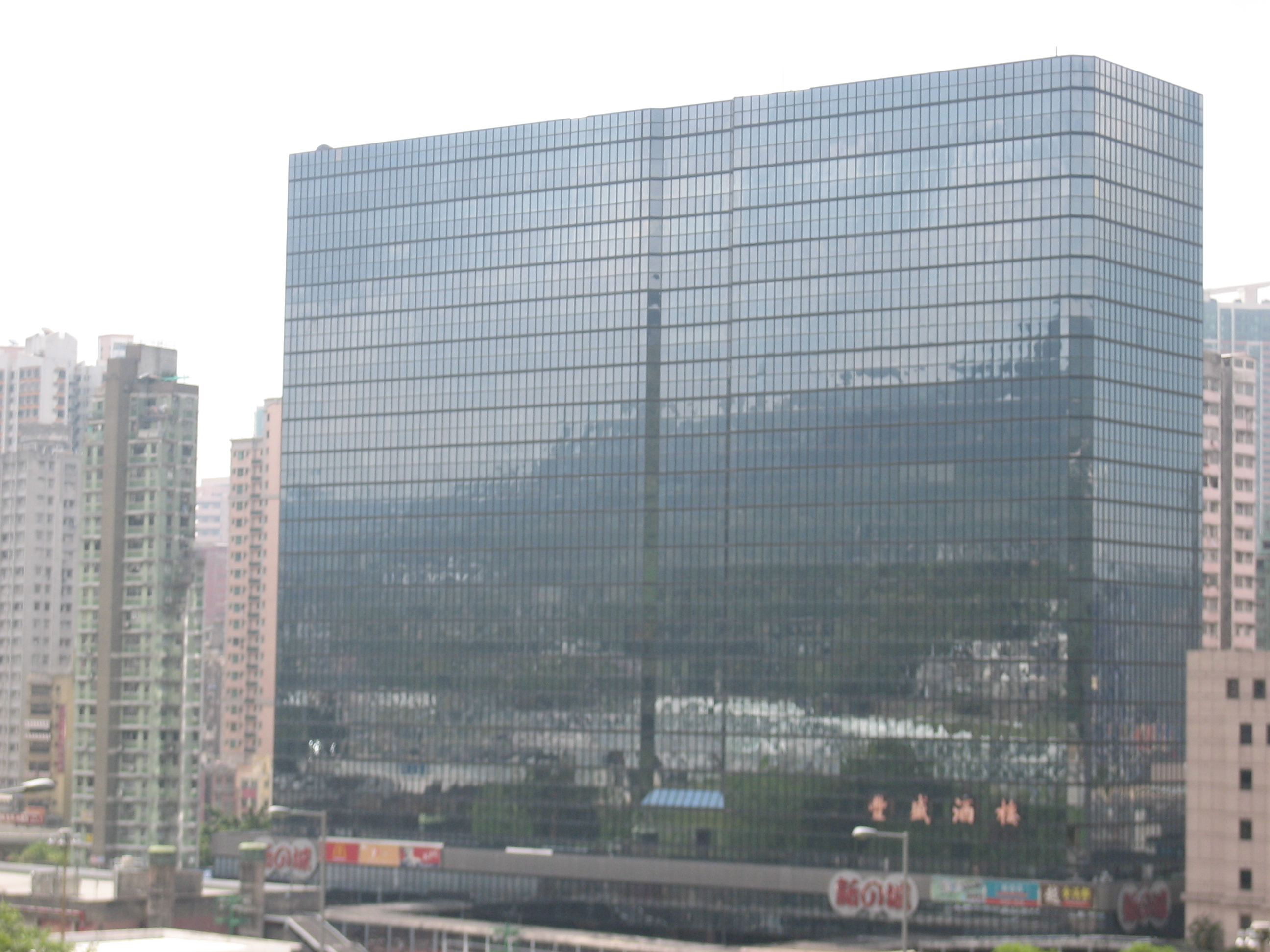
南豐中心

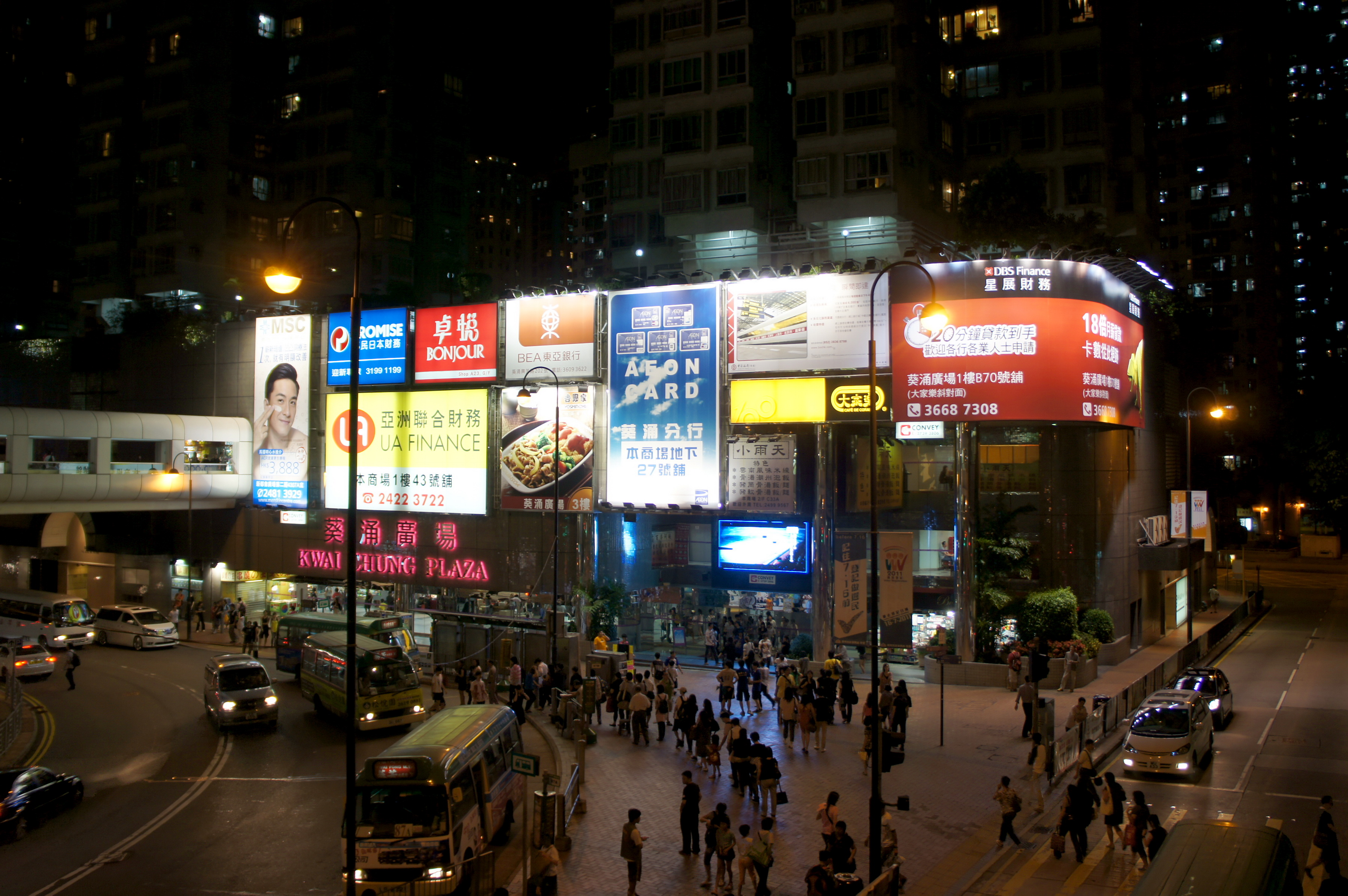
葵涌廣場

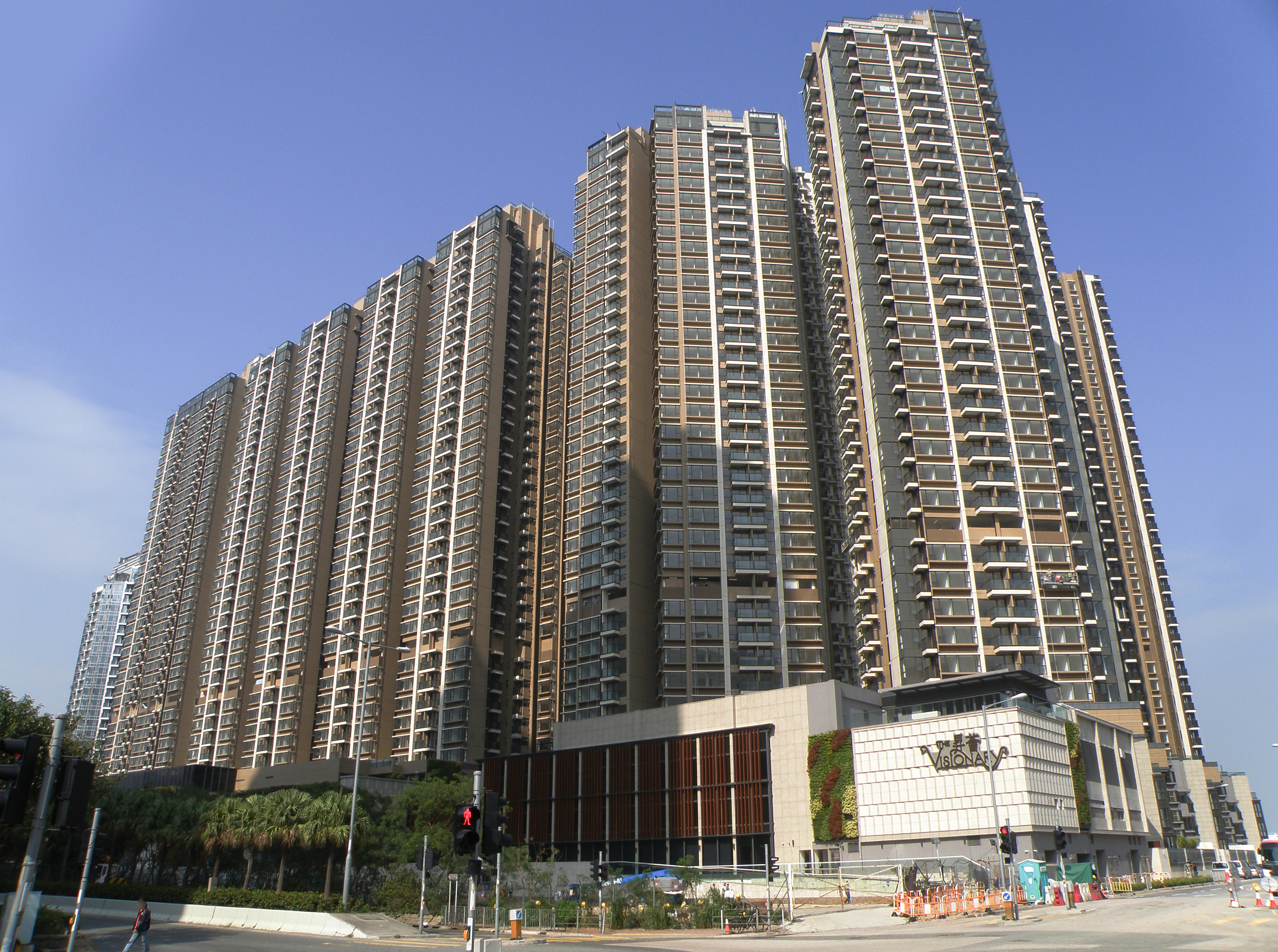
昇薈

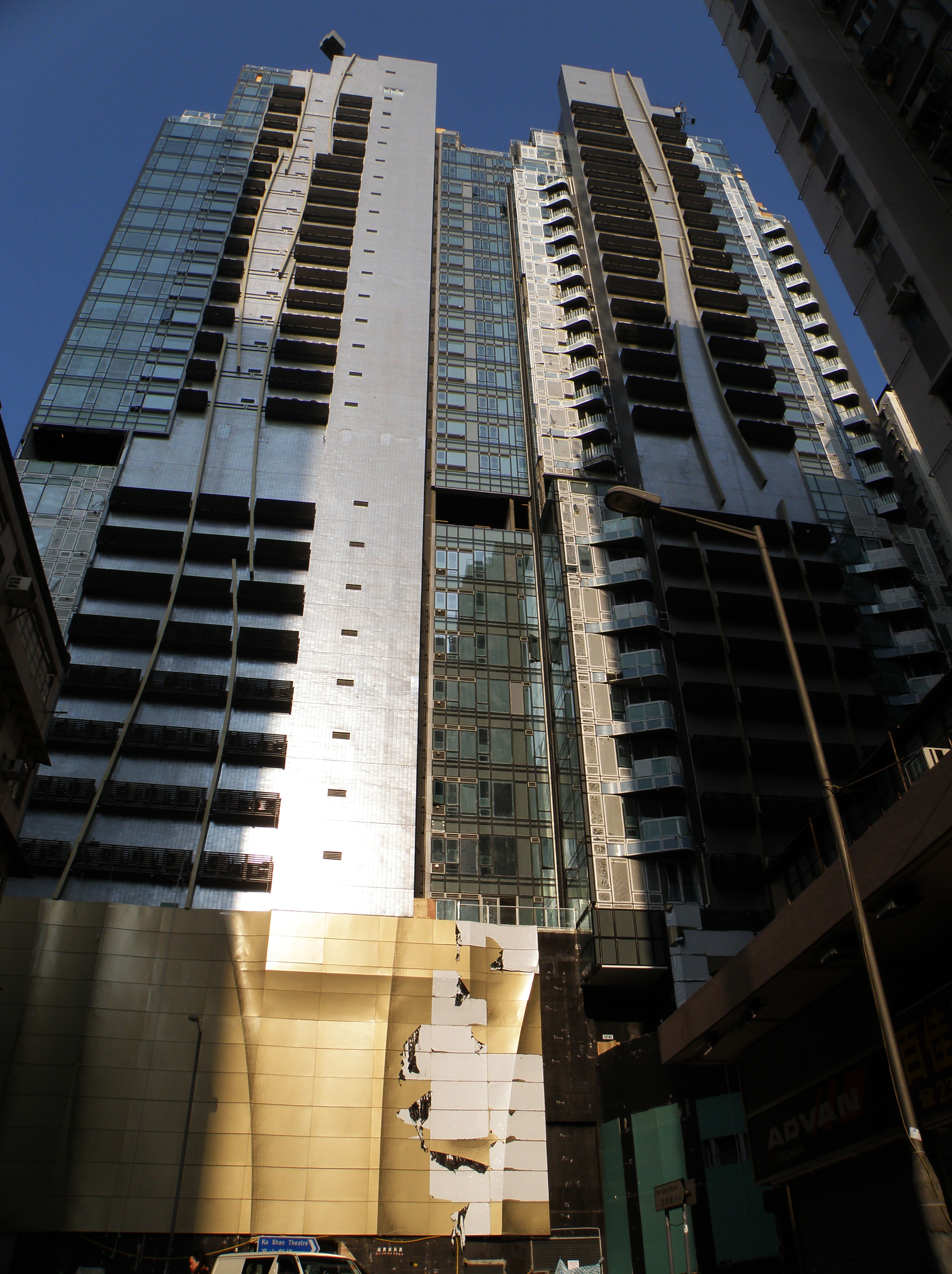
何文田山畔

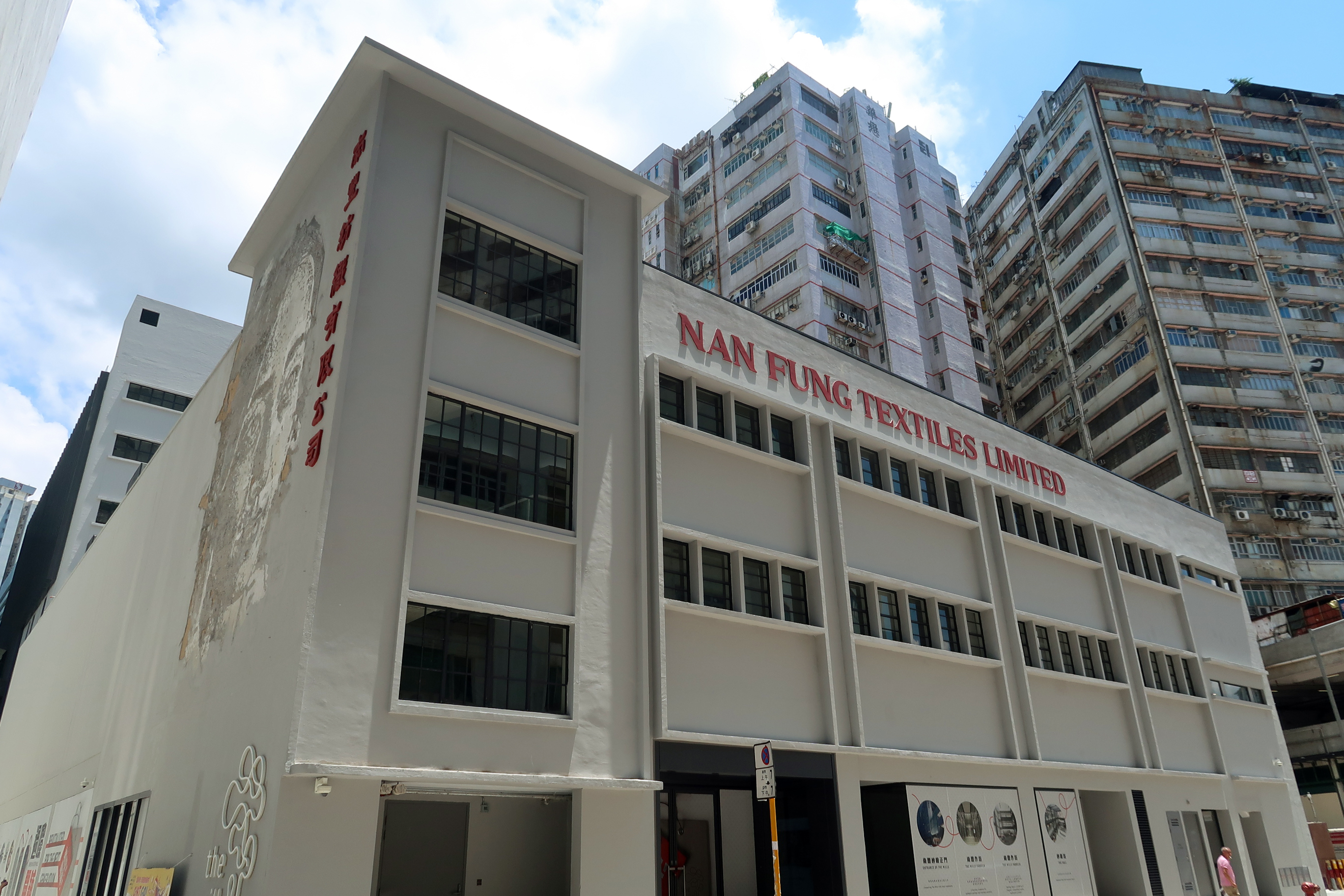
荃灣南豐紗廠

南豐集團（英語：Nan Fung Group），是香港的一個財團，母公司為南豐國際控股有限公司，其子公司南豐發展是一家活躍的地產發展商，著名業務或活動是香港地皮拍賣競投、地產開發、投資及建築。南豐集團由陳廷驊家族持有。南豐紡織聯合有限公司曾經於香港交易所上市，其後在1989年私有化。
南豐1965年涉足地產至今已投資逾130個地產項目，截至2011年3月，一年盈利接近62億港元，連同股票投資以及海外的物業，南豐的資產市值超過810億港元。
南豐集團的總部位於香港啟德協調道 2 號 AIRSIDE 17 樓。

## 歷史
南豐集團的創辦人陳廷驊，祖籍浙江寧波，1923年出生於一布商家庭。1950年陳廷驊移民香港，初期從事棉紗、布疋等貿易生意，1954年創辦南豐紡熾有限公司，在新界荃灣設有佔地面積廣闊的南豐紡紗廠。1969年陳廷驊將南豐紡紗改組，於1970年4月在香港上市。當時，南豐紡織法定股本4,500萬港元，已發展成一縱合式企業集團。南豐紡織上市後，業務發展很快，到1979年已擁有環錠和空紡紗錠10.4萬枚，月產棉紗640萬磅，穩執香港紡織業牛耳。陳廷驊亦因而被譽為香港的「棉紗大王」。
1969年成立南豐紡織聯合公司，翌年上市集資2,800萬港元。70年代中期以後，陳廷驛鑑於紡職業已漸走下波，而地產業發展前景看好，開始將投資重點轉移到地產業和證券市場。其實，早在1967年地產低潮時，陳廷驊已大量購入廠房地皮和乙種公函換地證書，為集團日後的地產發展奠定堅實基礎。1970年南豐上市時，已擁有工業及住宅樓宇41.3萬方呎，乙種公函換地證書32萬方呎、農地12.8萬方呎，是製造業中的地產大集團。
1976年，南豐透過旗下南豐發展有限公司以4,000多萬元向太古洋行和長江實業購入香港島鰂魚涌太古山谷英皇道一幅土地興建南豐新邨。南豐新邨工程分四期進行，包括12幢28至32層高的住宅大廈，其2,800多個單位，每個單位474至692方呎不等。此外，還附設兩層停車場和花園平台。南豐新邨從1976年開始預售，到1978年全部售磬，每方呎售價從200多元升至400多港元。當時，銀行利率較低，南豐為賺取更大利潤，還自行經營按揭業務。自此，南豐成為香港重要的地產集團。
1998年3月，南豐宣布對信和置業持股已超過10%，合共達13.66%。消息震驚了地產市場。2006年6月8日南豐以總代價6.87億元取得將軍澳日出康城二期項目的15%股權，而長實仍為大股東，會持有尚餘八成半業權。
2007年，由南豐、信和、嘉華及富聯國際的財團以45.5億元奪得大埔白石角填海區B地盤，估計三地的總投資額逾100億元，料三幅地皮可興建共1,000個單位。
2009年9月25日，冠世發展有限公司以21億4,250萬港元，奪得香港雲地利道1、3及5號雲暉大廈A座及B座全幢物業（前政府宿舍，該批單位包括84個單位和84個指定車位）。
2010年5月11日，南豐以34億2,000萬元投得東涌55B區東涌市地段第37號，面積約2萬6,200平方米，即平均呎價2,378元，可建樓面面積約143萬8,000平方呎，項目落成後名為昇薈。
2011年6月11日，南豐以11億7,000萬元出售將軍澳南豐廣場商場給領匯樓面17.6萬方呎，共208個租戶，每月租金420萬元，租金回報率4.3厘。11月17日，南豐斥資20億元在沙田石門興建一間總樓面達32.5萬方呎，提供539個房間的酒店的「香港沙田萬怡酒店」，並於2012年底前正式開幕，而該酒店亦是南豐首度進軍酒店業的項目。
2010年7月28日，南豐與九龍倉各佔一半權益以104億港元，樓面地價：每呎32,014港元投得山頂聶歌信山道103號地皮，面積250,930平方呎，地積比率約1.3倍，可建樓面面積約324,862平方呎，樓高高限少於13層。地皮由A及B兩地盤組成，可建分層住宅及洋房。
2011年9月14日，南豐與市建局合作發展的灣仔Queen’s Cube，雙方終於就回購餘下87伙住宅及商舖達成協議，為首個市建局重建項目落實回購，而回購價與開售呎價一致，按項目呎價約1.7萬港元計算，估計涉及回購總額逾7億港元，項目現以服務式住宅形式招租，呎租約40－50港元。
2012年5月30日，南豐旗下公司振遠投資有限公司以六十億港元，投得香港深水灣徑的鄉郊建屋地段第1190號壽臣山地皮。現址原先為青巒政府高級公務員宿舍，地盤面積約11.03萬平方呎，指定作私人住宅用途，地積比率2.25倍，最高樓面面積為24.8萬平方呎，每呎樓面地價24,180港元。
2013年3月12日，南豐以29億元出售旗下旺角亞皆老街113號全幢商廈給恒生銀行，樓高約30層，總樓面約34萬方呎，是次成交平均呎價約8,529港元。南豐在1992年以5億港元購入，賬面賺24億港元，物業升值4.8倍。
2013年6月28日，南豐集團以約購入9.08億港元上環德輔道西33至45號，地盤面積7,058.58平方呎。
2013年7月22日，南豐集團斥資14億港元購入富達來地產信託29.98%股權，增加其在內地一線城市的商業樓面。同時，又以1.79億元收購富達來的信託管理和地產管理資產的百分百股權，以便管理富達來地產信託。
2013年8月2日，香港興業與南豐合組的萃日投資有限公司，以12.2億港元，每方呎樓面地價低見9071元低價投得九肚第56A區B6地盤。
2013年9月27日，南豐集團斥資32.5億港元認購6.87億股遠洋地產，交易完成後持股量將由14.05%增至21%。
2014年2月13日，南豐旗下公司Easeon Assets Management以4.5588億港元投得屯門第２區震寰路與良德街交界的屯門市地段第508號的土地，佔地33,465方呎，可建樓面約213,121方呎，每呎樓面地價僅2,139港元，限建最少370伙。
2014年3月4日，南豐以約2.2億港元，購入上環德輔道西47及49號，地盤面積約1,964平方呎，以擴大去年收購的酒店地盤。
2014年9月26日，上實城市開發透過附屬公司Advantage World Investment（AWI）以總代價約5.793億美元收購上海世貿商城99%權益，收購代價中約3.614億美元由南豐的成員公司貸款予上實城開。上實城開及南豐成立合營，分別持有AWI的51%及49%權益。
2014年10月1日，陳慧慧的私人投資公司Crosby Investment Holdings斥資1.535億英鎊（約合2.489億美元）向金絲雀碼頭集團（Canary Wharf Group）的母公司Songbird Estates收購英國倫敦金絲雀碼頭銀行街50號商廈。
2014年12月4日，地政總署最新資料顯示，由會德豐及南豐集團持有山頂聶歌信山道103號項目，命名為Mount Nicholson，分為三期發展，提供19幢獨立洋房及48間分層住宅單位。
2015年1月20日，南豐集團以補地價金額為33.45億港元，每方呎補價為2,269港元，成功投得將軍澳日出康城第六期物業發展項目，可建樓面面積逾147.43萬平方呎，較第四及第五更大，單位供應上下限分別為2400伙及1633伙，項目預計2021年落成。
2015年1月27日，領匯房地產信託基金與南豐集團合組的財團Century Land Investment Limited，以58.6億元，每呎樓面地價約6630元，奪得觀塘鴻業街、偉業街、順業街與海濱道交界的新九龍內地段第6512號的商業用地，該地盤面積約為6,843平方米（7.37萬方呎），指定作非工業用途，按最高樓面面積82,116平方米（88.39萬方呎）計算，平均呎價約6,630港元。領匯於項目佔比為六成，南豐則佔四成，地皮將發展成商場及寫字樓項目，並會用作長線收租用途，不會拆售或全幢出售。項目其後命名為海濱匯。
2015年3月24日，領匯房地產信託基金以3.04億美元（折合約人民幣25億元），向滙貫南豐中國投資管理有限公司及Crown Investment Ltd.全資收購位於中國北京中關村的歐美匯購物中心（EC Mall）。歐美匯屬中檔消費商場，總樓面面積達七萬平方米，擁有七層逾5.5萬平方米的零售面積，及251個車位，有關交易將於同年4月1日成交。
2015年3月26日，遠洋地產公布，以4美元認購南豐集團旗下將軍澳「日出康城六期」項目公司之40%經擴大後股權，日後項目經理、總承建商、銷售及營銷經理與租賃及租約經理將由南豐集團成員公司出任
2015年12月7日，南豐集團以每股5.05港元作價，向安邦保險集團及安邦財產保險出售持有的20.5%（15.41億股）遠洋地產權益，總代價約77.84億港元。
2016年1月19日，陳慧慧的私人投資公司南豐資源以30億港元，以總樓面約85,814方呎，平均樓面呎價高達34,959元，出售持有的中環威靈頓街184－198號The Wellington商廈全幢。
2016年，南豐以7.76亿人民币購入位于英國伦敦金融城的写字楼80 Cheapside大楼。
2016年3月9日，南豐集團以補地價16.59億港元，每方呎補價為2,044港元，成功投得將軍澳日出康城第十期物業發展項目，可建樓面面積約81.16萬呎，供不超過1,170個住宅單位，平均每伙約694方呎，項目預計2022年落成。
2017年5月31日，南豐集團旗下公司合裕發展有限公司以約246.1億港元，投得啟德第1F區2號的新九龍內地段第6556號的土地，佔地204,989平方呎，可建樓面約191.2萬平方呎，每呎樓面地價約12,863元，成為香港新商業地王。
2017年8月25日，南豐集團宣佈，董事總經理蔡宏興基於私人理由已向集團提出辭任集團旗下所有職務，生效日期為2017年年底。並即日起，集團執行董事張添琳（榮譽董事長陳慧慧女兒）升任董事總經理，統領香港地產部。
2018年2月14日，南丰集团斥资约3億英鎊（約31.38億港元），購入英國伦敦国王十字地区——谷歌新总部附近巨幅地块Regent Quarter。该地块共占地约2.3万平方米，包括30栋现有建筑，其中1.86万平方米为满租的办公楼，历史仓库和零售空间。
2018年6月12日，張松橋資本策略地產及泛海集團的合資公司以80億港元向南豐集團購入傲騰廣場全幢。
2018年6月20日，南丰集团斥资约7,500万英镑（约7.8亿港元，6.4亿人民币收购位于英國伦敦金融城的写字楼90 Queen Street。
2019年，據聯交所披露權益資料顯示南豐集團於5月17日，在場外以每股平均價3港元，購入香港國際建投8.5%或2.861億股，涉資8.583億港元，成為國際建投第二大股東。
2019年7月19日，南豐集團與韓國賽特瑞恩（CelltrionInc）宣布成立合資企業鼎賽醫藥科技有限公司（Vcell Healthcare Limited），合資公司將專注在中國開發、生產及商業化單克隆抗體生物仿制藥產品。
2021年6月28日，南豐集團宣布，委任張世成為行政總裁，接替梁錦松，任期由2021年7月1日起生效。張世成為榮譽董事長陳慧慧長子，2009年加入集團，2015年起擔任董事總經理及首席營運總監。接任行政總裁後，他將負責領導、策劃及管理業務發展及運作，並與董事長梁錦松一同帶領管理層，推動集團發展。梁錦松自2014年出任行政總裁，交棒後將繼續擔任董事長。
2022年8月5日，建立商場會員積分系統（nf touch）

## 子公司

### 南豐紡紗

#### 南豐紗廠
1950年代紡織業興盛，南豐紗廠 於1954年現時翠豐臺開設，在短短6年間，南豐紗廠的規模擴大10倍，成為香港生產量最高的紡織廠。
1969年，南豐紡織聯合有限公司正式成立，並於翌年上市
現時，紡織業務每年營業額達一億港元。90年代，生產工序轉移到中國大陸和東南亞國家等其他地區。
而昔日南豐紗廠的四、五、六廠改建為文創基地The Mills，主要由三部分組成，包括南豐作坊（Fabrica）、南豐店堂（Shopfloor）及六廠紡織文化藝術館（CHAT）。南豐作坊主力培育techstyle初創企業；南豐店堂主要租予有特色和香港故事的品牌開辦實體店；而六廠紡織文化藝術館則設有展覽廳和共學空間，展出紡織藝術、昔日紗廠機器及用具等藏品。

### 南豐輪船
南豐集團於1975年開始涉足航運業，開設南豐輪船有限公司經營。該公司由南豐集團董事長持有，南豐輪船於九十年代之每年營業額約為港幣2億元。南豐輪於2002年底進行擴展計劃，購置了5艘二手散裝貨輪，總載重量564,000噸。
2005年，南豐輪船所增購的3艘全新貨櫃船正式付運，每艘可運載5,576個TEU標準貨櫃。同年，南豐輪船擴充船隊規模，購入了2艘載重量105,400噸的新油輪。其後，南豐輪船再增購6艘載重量合共約為550,000噸的新油輪及一艘281,000噸的大型原油貨輪，該7艘油輪將於2009年交付。

### 晉業建築及寶登建築
南豐集團附屬的晉業建築及寶登建築均為註冊一般建築承建商、基礎工程註冊專門承建商及地盤平整工程註冊專門承建商，這兩間建築公司負責承接集團轄下發展項目，由住宅項目、商業大樓、購物商場以至政府社區設施

### 南豐發展
南豐發展是香港一家活躍的地產發展商，發展物業有：
- 南豐新邨
- 將軍澳南豐廣場
- 將軍澳慧安園
- 將軍澳將軍澳廣場
- 將軍澳將軍澳中心
- 將軍澳都會駅30%
- 將軍澳城中駅30%
- 將軍澳日出康城第1.2.3期15%
- 將軍澳日出康城第六期 -LP660%
- 將軍澳日出康城10期 -LP10100%
- 屯門慧豐園一
- 屯門啟豐園
- 屯門浪濤灣
- 屯門盈豐園
- 屯門海景花園
- 屯門豐連
- 荃灣錦豐園
- 荃灣翠豐臺
- 荃灣南豐中心
- 荃灣荃豐中心
- 荃灣立坊
- 荃灣怡景園
- 荃灣西站環宇15%
- 葵涌亞洲貿易中心
- 葵涌葵涌廣場
- 葵涌豐寓（豐資源持有）
- 油麻地御金·國峯25%
- 大角咀海桃灣
- 奧運站帝峰·皇殿25%
- 九龍灣傲騰廣場己出售
- 九龍灣南豐商業中心
- 大埔嘉豐花園
- 大埔天賦海灣35%
- 大埔雅景花園
- 大埔露輝路及汀角路「土地共享先導計劃，佔地約3.2公頃，涉及約1149個公營房屋或首置單位，493伙私營房屋單位，前者預計2025年第三季完工，後者則預料在2028年11月峻工。
- 沙田湖景花園
- 沙田萬怡酒店
- 沙田晉名峰
- 沙田九肚五十六A區麗坪路37號尚珩50%
- 黃竹坑深灣9號30%
- 馬鞍山中心
- 康宏廣場
- 新蒲崗廣場
- 元朗駿佳廣場
- 何文田半山壹號10%
- 何文田何文田山畔
- 東涌55B區項目昇薈（The Visionary）85%
- 灣仔驊宅
- 灣仔慶雲街7號
- 北角慧雲峰由豐資源獨資發展
- 筲箕灣香島
- 壽臣山深水灣徑8號
- 壽山村道57-71號南源
- 山頂甘道9號
- 山頂甘道11號
- 山頂甘道21號
- 山頂加列山道7-15號  總樓面面積約58,900 平方呎
- 山頂加列山道27及29號
- 山頂山頂道26號
- 山頂山頂道84號
- 山頂中峽道3號
- 山頂中峽道5號
- 半山羅便臣道80號
- 半山羅便臣道82號
- 山頂加列山道7至15號
- 山頂柯士甸山道5號
- 山頂柯士甸山道8號The Mount Austin，項目總樓面達12萬方呎，（萬華地產持有）[3]。
- 半山聶歌信山道8號『MOUNT NICHOLSON』50%
- 東半山畢拉山徑24至38號渣甸園
- 淺水灣福慧大廈
- 淺水灣南灣道61號華景園
- 壽臣山深水灣徑8號
- 跑馬地雲暉大廈
- 中環南豐大廈
- 中環雲咸街8號
- 中環永享保險大廈
- 中環威靈頓街64至66號
- 中環威靈頓街198號THE WELLINGTON（豐資源持有）已出售
- 上環德輔道西33至45號地盤
- AIRSIDE
- QSC
- 綠悅
- 溱喬
- 堅道21-23號雅苑
- 南豐工業城
- 德豐工業中心
- 和豐工業中心
- 華豐工業中心
- 泰豐工業大廈
- 長豐工業大廈
- 永興工業大廈
- 富華工業大廈
- 興華工業大廈
- 嘉華工業大廈
- 金德工業大廈
- 金龍工業中心
- 福康工業大廈
- 福業大廈
- 福仁大廈
- 福田大廈
- 順豐大廈
- 金豐大廈
- 兆豐大廈
- 新豐中心
- 華寶中心
- 華業大廈
- 宏業工業大廈
- 盈業大廈
- 寶業大廈
- 榮業大廈
- 北河大廈
- 麗華大廈
- 華豐園
- 福祥苑
- 碧翠苑
- 嘉碧苑
- 順寧苑
- 陶樂苑
- 慧林苑
- 慧雲峰
- 翠景臺
- 豐景園
- 盈豐園
- 寳能閣
- 華基中心
- 海慧花園
- 翠峰小築

#### 海外物業
- 新加坡風華南岸（英语：South Beach）
- 新加坡體育城
- 澳門金峰南岸
- 首爾國際金融中心
- 倫敦50 Bank Street
- 倫敦16 Old Bailey
- 倫敦Cheapside House
- 倫敦80 Cheapside
- 倫敦90 Queen Street
- 倫敦Regent Quarter

### 南豐資源

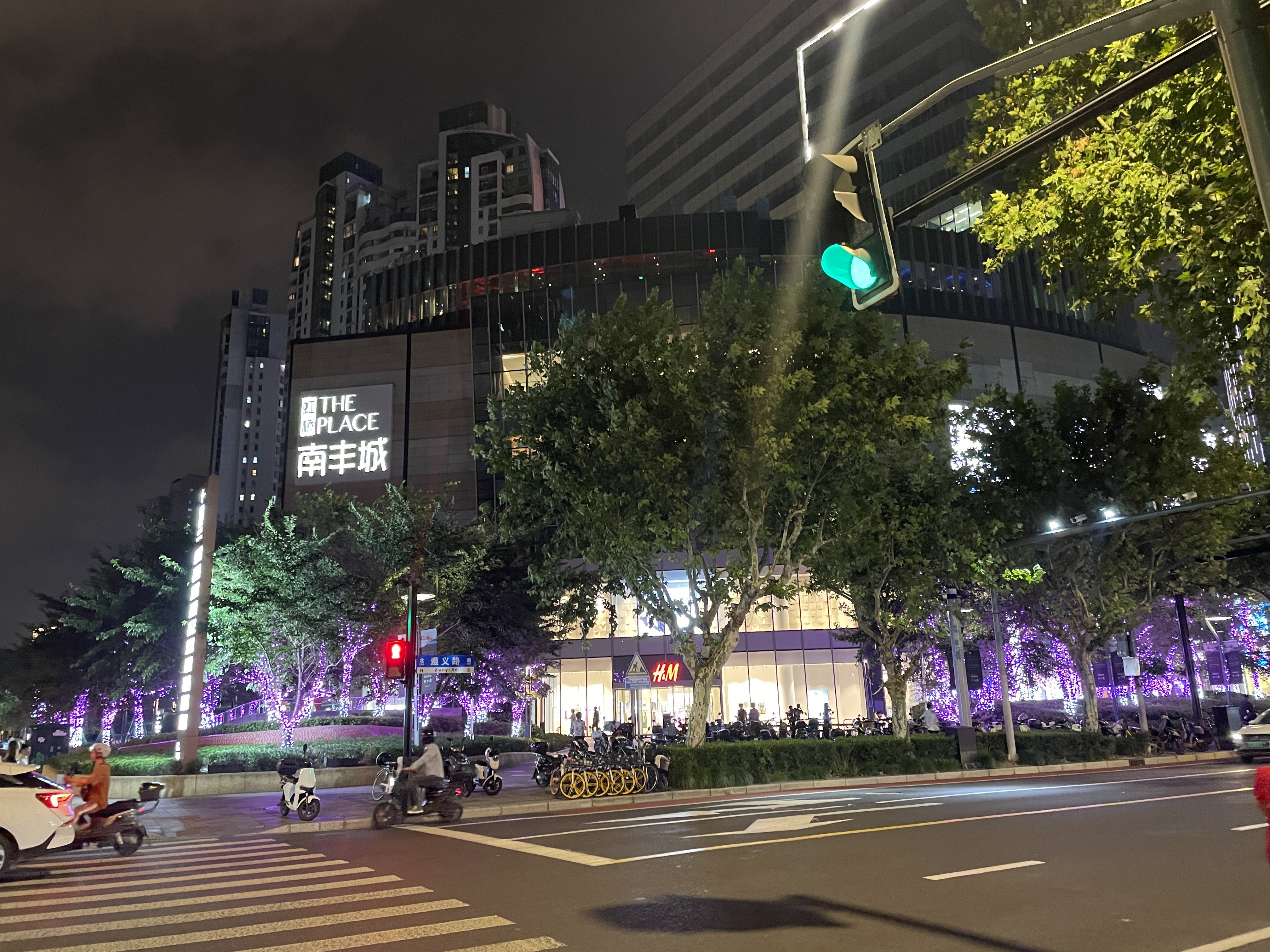
虹桥南丰城

2007年8月30日南豐中國與匯豐银行共同成立「匯豐南豐房地產基金」，雙方各佔50%股份，基金規模約7.06億美元
2009年11月13日樂購將與匯豐南豐中國房地產基金、新加坡美羅控股有限公司（Metro Holdings）以及香港南豐集團成立對半持股的合資企業。在中國建設3家大型購物中心。樂購在中國的第一家購物中心——位於中國東北城市撫順的50萬平方英尺的零售、娛樂與住宅中心。合資企業還將在中國北方的鞍山市和秦皇島市開設兩家購物中心
發展物業有：
- 大連港洲實業國際物流中心
- 北京金融街1號（該項目股權分佈方面，由新加坡美羅集團佔45％、匯豐南豐和南豐發展各佔22.5％、另由一內地小股東佔10％）
- 北京喜來廣場
- 南豐國際會展中心 / 廣州南豐朗豪酒店100%
- 無錫凱燕商業項目100%
- 樂都滙
- 廣州南豐滙
- 上海國信世紀海景園
- 三亞市西山渡
- 大連市鑽石灣項目
- 無錫市南豐御園
- 上海洲際中心二期
- 上海世貿商城49%
- 上海浦東陸家嘴「尚濱江」，提供97個單位

### 南豐投資顧問有限公司
2011年10月成立獨立於南豐集團，但南豐集團內包括收租物業等的金融投資組合，卻交由此公司管理。據新交所的文件，南豐旗下的金融投資組合，由超過二十人的隊伍管理，截至2011年七月尾，該公司可出售的資產總額超過一百億元。

### 南豐物業管理
- 新卓管理有限公司
- 民亮發展有限公司
- 漢興企業有限公司
- 萬寶物業管理有限公司
- 其他聯營管理公司

為旗下管理物業提供一站式設施及物業管理服務，現時管理物業包括大型住宅物業、高尚府第、甲級商業項目、商場及工業大廈。